# Ромеро, Сильвио
Сильвио Эсекиэль Ромеро (исп. Silvio Ezequiel Romero; род. 22 июля 1988 года в Кордове) — аргентинский футболист, нападающий клуба «Индепендьенте», выступающий на правах аренды за «Форталезу».

## Биография
Ромеро — воспитанник клуба «Институто». 30 августа 2008 года в матче против «Лос-Андес» он дебютировал в Примере B. В этом же поединке Сильвио сделал «дубль», забив свои первые голы за «Институто». С первого же сезона Ромеро завоевал место в основе и забивал не менее 10 голов за сезон.
В 2010 году Сильвио перешёл в «Ланус». 21 августа в матче против «Кильмеса» он дебютировал в аргентинской Примере. 5 сентября в поединке против «Химнасии Ла-Плата» Ромеро забил свой первый гол за «Ланус». 21 мая 2011 года в матче против «Тигре» он сделал хет-трик. В первом же сезоне Сильвио помог команде занять второе место.
Летом 2013 года Ромеро на правах аренды был отдан во французский «Ренн». 15 сентября в матче против «Лиона» он дебютировал в Лиге 1. 4 декабря в поединке против «Сент-Этьена» Сильвио сделал «дубль», забив свои первые голы за команду. После возвращения из аренды, он вместе с Лукасом Пратто и Макси Родригесом стал лучшим бомбардиром чемпионата Аргентины.
В начале 2015 года Ромеро перешёл в мексиканский «Чьяпас». Сумма трансфера составила 2,7 млн евро. 22 февраля в матче против УАНЛ Тигрес он дебютировал в мексиканской Примере. 5 апреля в поединке против «Пачуки» Сильвио забил свой первый гол за «Чьяпас».
Летом 2016 года Ромеро перешёл в столичную «Америку». 17 июля в матче против своего бывшего клуба «Чьяпас» он дебютировал за новую команду. В этом же поединке Сильвио забил свой первый гол за «Америку». 11 декабря в матче Клубного чемпионата мира против южнокорейского «Чонбук Хёндэ Моторс» он сделал «дубль».

## Достижения
Командные
- Обладатель Кубка банка Суруга (1): 2018

Личные
- Лучший бомбардир аргентинской Примеры (2): 2014 (11 голов), 2019/20 (12 голов)
- Лучший бомбардир Южноамериканского кубка (1): 2019 (5 голов)